# فرمان شفقت نسبت به موجودات زنده

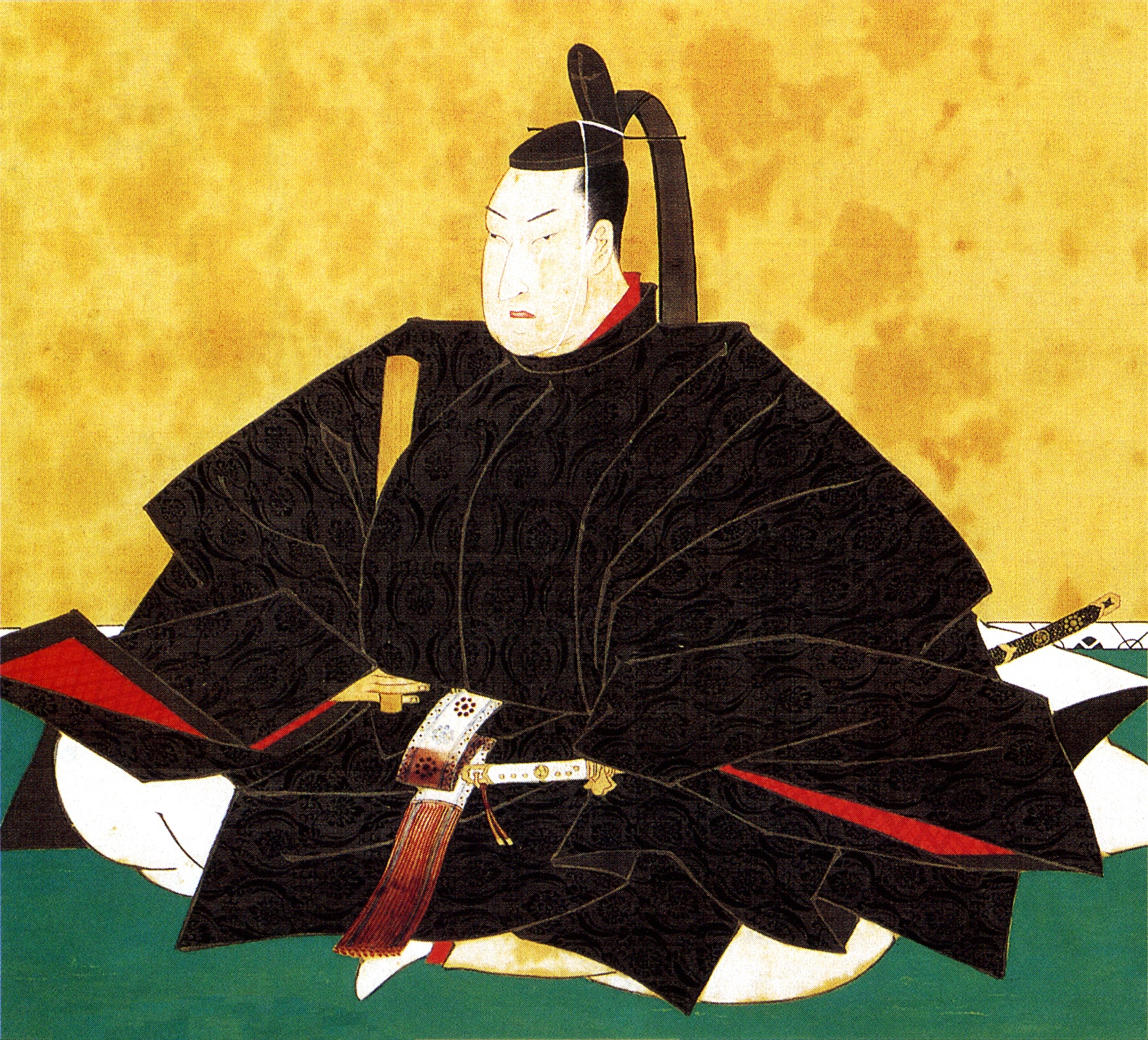
تصویر شوگون پنجم

فرمان شورویی آواره‌می، احکام رحمت برای موجودات زنده (به ژاپنی: 生類憐れみの令) به مجموعه قوانین و مقرراتی گفته می‌شود که توسط شوگون پنجم از شوگون‌سالاری توکوگاوا، توکوگاوا تسونایوشی (تولد ۱۶۴۶ – مرگ ۱۷۰۹)، (دوره حکمرانی ۱۶۸۰–۱۷۰۹) در نیمه نخست دوره ادو با هدف مهربانی با موجودات و در جهت حمایت از حیوانات، نوزادان، و بیماران و آسیب‌دیدگان صادر شد.
این تنها یک قانون واحد نبود، بلکه مجموعه ای از قوانین و مقررات بود که هدف آن رحم و شفقت بر موجودات زنده در دوران حکمرانی توکوگاوا تسونایوشی بود. موارد مورد نظر این قوانین محافظت کودکان رها شده، بیماران، افراد مسن و حیوانات بودند. حیوانات مورد نظر نیز شامل سگ، گربه، پرنده، ماهی، صدف و حشرات می‌شدند.
این قوانین تأثیر زیادی در زندگی مردم عادی داشتند، و اغلب به عنوان «قانون‌های بد در جهان» ارزیابی شدند، که باعث کاهش محبوبیت شوگون پنجم شد. این قوانین که در عصر خود و پس از آن به علت افراطی و آرمان‌گرایی بودن مورد تمسخر بودند، در سال‌های اخیر، به عنوان بخشی از تعالیم کنفوسیوس مورد ارزیابی مجدد قرار گرفتند. به‌علاوه یکی از احکام آن به نام، «فرمان منع دور انداختن کودک» (۱۶۹۰) که حتی پس از مرگ تسونایوشی نیز ادامه داشت گواه بر ارزش برخی از این قوانین دارد.

## علت
در توضیح این سیاست در سال ۱۶۸۷ آمده‌است که که تسونایوشی در مورد موجودات زنده سیاست رحمانی در پیش گرفته‌است، با این تصور که مردم باید روح خود را پرورش دهند. در سال چهارم گنروکو، نیز یکی از مقامات شوگون‌سالاری همین توضیح را به مقامات مختلف داد. تسونایوشی به آیین کنفوسیوس احترام می‌گذاشت و بلافاصله بعد از منصوب شدن به شوگونی، تشریفات مربوط به شکار شاهین را به شدت کاهش داد و تصمیم گرفت که خود شاهین‌ها را شکار نکند. علاوه بر این، فرزند تسونایوشی در سال ۱۶۸۳ در سن ۵ سالگی به دلیل بیماری درگذشت. اعتقاد بر این است که بعد از مرگ این کودک ایده رحمت به موجودات زنده بیش از پیش توسط تسونایوشی مورد توجه قرار گرفت.
تسوکاموتو مانابو تاریخدان ژاپنی اشاره می‌کند که این سیاست به سلیقه و زندگی شخصی تسونایوشی ارتباطی نداشته‌است، بلکه اقدامی علیه اوضاع اجتماعی آن زمان بوده‌است.

## آغاز
همچنین بحث در مورد زمان شروع یک سری سیاست‌های رحمت زندگی وجود دارد. نظریه‌های زیر به عنوان زمان اصلی شروع وجود دارد.
در اکتبر ۱۶۸۲، شخصی که به کشتار سگان متهم بود به اعدام محکوم شد. تاریخدان ژاپنی تسوجی تاتسویا این اعدام را سرآغازی برای سیاست رحم بر موجودات زنده در نظر می‌گیرد. با این حال، حتی در دهه کانبون (۱۶۶۱ تا سپتامبر ۱۶۷۳)، کسانی که سگ‌ها را بدون اجازه می‌کشتند مورد مجازات قرار می‌گرفتند، مجرمان تبعید و مجازات می‌شدند و سگ‌کشی در هر منطقه یک جرم جدی بود.
در سال (۱۶۸۴)، دولتمردی از ولایت آیزو، ذکر کرده‌است برخلاف گذشته نیازی به تقدیم شاهین به شوگون‌سالاری نیست زیرا شوگون گفته‌است که این یک «رحمت زنده» است و این رسم باید تمام شود. با توجه به این توصیف، به نظر می‌رسد که نوعی سیاست در مورد رحمت بر موجودات زنده از ماه مه تا ژوئن سال اول جوکیو تنظیم شده‌است.
در فوریه ۱۶۸۵، حکم منع استفاده از اسلحه بدون اجازه ارباب
در سال (۱۶۸۷)، حکم منع رها کردن گاوها و اسب‌های بیمار.
همچنین تعداد اندکی دیدگاه وجود دارد که سیاست رحمت بر موجودات زنده از دوران شوگون چهارم نیز اعمال می‌شده‌است.

## اجرا
یامامورا کیوکو مجازات‌های در ارتباط با این سیاست را در طی ۲۴ سال بررسی کرده‌است و ۶۹ مجازات را به اثبات رسانده‌است که در این بین ۱۳ مورد اعدام وجود داشته‌است.
توکوگاوا ایه‌یاسو به شکار شاهین علاقه داشت، اما با این سیاست شکار شاهین نیز ممنوع شد و فرستادن هدایایی مانند شاهین جهت شکار نیز ممنوع شد.
با این حال، مناطقی وجود دارد که عملیات چندان سختگیرانه نبود. شیگاکی آساهی، یک فئودال از ولایت آواری نوشته‌است که، ماهیگیری و پرتاب تور ماهیگیری را به عنوان تفریح دوست دارد و حتی تا زمانی که این ممنوعیت با مرگ شوگون از بین برود، او ذکر می‌کند که این منع را نقض کرده و ۷۶ بار به محل ماهیگیری رفته‌است.
همچنین، در ناگاساکی، اغلب از خوک و مرغ برای پخت و پز استفاده می‌کردند و اعتقاد بر این است که حکم رحمت بر موجودات زنده کاملاً اجرا نمی‌شده‌است.
از آنجا که در ادو بسیاری از سگ‌های ولگرد و بیمار در شهر پرسه می‌زدند. در اثر توجه خاص شوگون به حفظ جان سگ‌ها، شوگون پنجم توسط عامه با عنوان تحقیرآمیز اینو-کوبو (犬 公 方: Inu = سگ، Kubō = عنوان رسمی شوگون) خوانده می‌شد.

## لغو احکام
توکوگاوا تسونایوشی هنگامی که مرگ را نزدیک می‌دید به جانشینش گفت که سیاست رحمت بر موجودات زنده را حتی پس از مرگش نیز ادامه دهد، اما در سال ۱۷۰۹، سیاست لغو این احکام بلافاصله پس از مرگ وی بسیاری از مقررات مربوط به حیوانات خانگی و غیره به سرعت لغو شدند. همچنین سگ‌دانی‌های دوره ادو که هزینه سنگینی را بر مردم تحمیل کرده بودند برچیده شدند. با این حال، برخی قوانین و مقررات در حال اجرا مانند ممنوعیت دور انداختن گاو و اسب و حمایت از کودکان و بیماران رها شده ادامه پیدا کرد.

## گاهشماری
- سال (۱۶۸۴): عرضه شاهین توسط آیزو به منظور «رحمت بر موجودات زنده» ممنوع شد.
- سال (۱۶۸۵) ژوئیه: در جاده هنگام عبور شوگون، سگ‌ها و گربه‌ها می‌توانند بدون بسته شدن به جایی آزادانه باقی بمانند.
  - ۷ نوامبر: در قلعه ادو، استفاده از پرندگان، صدف‌ها و میگوها برای پخت و پز ممنوع شد.
- ۱۹ ژوئیه ۱۶۸۶: دستور مراقبت و جلوگیری از عبور درشکه‌ها از روی سگ و گربه
- سال (۱۶۸۷) اول ژانویه: ممنوعیت رها کردن اسب‌های بیمار
  - ۲۷ فوریه: ممنوعیت فروش ماهی و پرنده زنده برای غذا (از جمله مرغ، لاک‌پشت و صدف)
  - آوریل: دستور تربیت و مراقبت از کودکان رها شده و دستور اطلاع‌رسانی در مورد آزار پرندگان و دام‌ها توسط انسان
  - ۹ آوریل: تبعید ۱۰ نفر از ساکنان موساشی کونیمورابه علت رها کردن اسب‌های بیمار.
  - ۳۰ آوریل: تبعید یک نفر به علت پرتاب سنگ به کبوتر
  - ۳ اکتبر: روستاییان دهکده شینوا، موساشیکونی به علت قطع درختانی که پرندگان در آن لانه داشتند مجازات شدند.
  - ۱۰ اکتبر: دستور تغذیه سگ‌های بیمار.
- ۲۴ اکتبر (۱۶۹۱): ممنوعیت نمایش با مار و ممنوعیت یاد دادن ترفندهای نمایشی به سگ، گربه و وادار ساختن آنها به نمایش
- اوت سال (۱۶۹۳) ممنوعیت ماهیگیری به عنوان سرگرمی اعلام شد.
- ۲۳ مه (۱۶۹۵): سگ‌دانی در اوکوبو و یوتسویا ساخته شد.
  - ۱۶ اکتبر: ده نفر به جرم کشتن پرندگان با اسلحه و تجارت با پرندگان کشته شده مجبور به هاراکیری (خودکشی اجباری) و یک نفر به اعدام محکوم شد.
- (۱۶۹۶): به کسی که در مورد کشتن سگ‌ها خبررسانی کرده بودند جایزه تعلق گرفت.
- (۱۷۰۰): ممنوعیت خرید و فروش مارماهی و یک نوع ماهی دیگر

## سیاست حفاظت از زندگی جانداران در تاریخ
بر اساس این سیستم از نیمه دوم قرن ۷ تا ۸ قرن، قوانین و مقرراتی با هدف محدود کردن یا ممنوعیت گوشت‌خواری و کشتار حیوانات در ژاپن وجود داشت. اعتقاد بر این است که این قوانین تحت تأثیر آیین بودایی قرار داشتند که قتل جانداران را ممنوع کرده‌است.
فرمان امپراتور تمو (۶۷۵). از آوریل تا سپتامبر، که دوره کشت برنج بود، شکار و ماهیگیری با استفاده از تله ممنوع شد به غیر از آن خوردن گوشت، گاو و اسبی است که برای کشاورزی استفاده می‌شد، سگ و مرغی که به عنوان حیوان خانگی نگهداری می‌شد و همچنین گوشت میمون ممنوع شد.
علاوه بر این، در دوره ادو کشتار گاو در سال هفدهم کیچو ممنوع شد و همچنین به‌طور منطقه‌ای نیز کشتن و خوردن گوشت (گوزن، گاو، گراز وحشی، سگ و غیره) نیز ممنوع بود.

## در کشورهای دیگر
تحت تأثیر آیین بودایی به غیر از ژاپن صدور چنین احکامی در کشورهای چین، کره (کشور)، باکجه نیز سابقه داشته‌است.